# Prix littéraires du Gouverneur général 1972
Liste des Prix littéraire du Gouverneur général pour 1972, chacun suivi du gagnant.

## Français
- Prix du Gouverneur général : romans et nouvelles de langue française : Antonine Maillet, Don l'Orignal
- Prix du Gouverneur général : poésie ou théâtre de langue française : Gilles Hénault, Signaux pour les voyants
- Prix du Gouverneur général : études et essais de langue française : Jean Hamelin et Yves Roby, Histoire économique du Québec 1851-1896

## Anglais
- Prix du Gouverneur général : romans et nouvelles de langue anglaise : Robertson Davies, The Manticore
- Prix du Gouverneur général : poésie ou théâtre de langue anglaise : Dennis Lee, Civil Elegies and Other Poems
- Prix du Gouverneur général : études et essais de langue anglaise : John Newlove, Lies